# 雅各布阶梯
雅各布阶梯（Jakobstreppe）是伍珀塔尔最长的一处户外阶梯，位于埃尔伯菲尔德区西部，共155级，连接弗里德里希·艾伯特大街与纽伦堡大街。阶梯建成于887年4月26日，名称得名于建筑商雅各布·威廉·哈尔豪斯。2009年2月列入伍珀塔尔市保护文物名录。